# وطني (جريدة)
جريدة وطني هي جريدة مصرية أسبوعية، تصدر كل يوم الأحد ولها شهرة واسعة بين أقباط مصر وأقباط المهجر. أسسها أنطون سيدهم في عام 1958. وكان الهدف من تأسيسه للجريدة هو أن ينال الشعب المصري كله حق المساواة والعدالة الأجتماعية. تهتم الجريدة بالقضايا العالمية والأقليمية والمحلية عامة، ولكنها تهتم بصورة خاصة بالقضايا القبطية والتراثية، وتنمية المجتمع المصري.
تصدر الجريدة باللغة العربية، وتم اضافه بعض الصفحات بالإنجليزية والفرنسية. ورأس تحريرها الأستاذ عزيز ميرزا الذي كان في الوقت نفسه رئيسا لتحرير جريدة الأهرام، وكان يكتب فيها طه حسين ويحيي حقي ومراد وهبه كان يتولى رئاسة قسم الفكر والثقافة بها خلال الستينيات إذ كانت جريدة عامة إلا أن أشتهرت بأنها جريدة الأقباط خلال السبيعينات وحتى الآن. يرأس تحريرها حاليًا المهندس يوسف سيدهم.

## وصلات خارجية
- موقع جريدة وطني